# نیکلاس پلستان
نیکلاس پلستان (انگلیسی: Nicolas Plestan؛ زادهٔ ۲ ژوئن ۱۹۸۱) بازیکن فوتبال اهل فرانسه است.
از باشگاه‌هایی که در آن بازی کرده‌است می‌توان به باشگاه فوتبال شالکه ۰۴، باشگاه فوتبال لیل، آ.اس موناکو، و باشگاه فوتبال آژاکسیو اشاره کرد.